# .dd
.dd je bila vrhovna internetska domena (country code top-level domain - ccTLD) za bivšu Njemačku Demokratsku Republiku (DDR) poznatu i pod imenom Istočna Njemačka. Domena nikad nije bila aktivirana. Padom Berlinskog zida i ujedinjenjem Njemačke domena je izbrisana. 

## Također pogledajte
- .de, Vršna internetska domena za Njemačku.

## Vanjske poveznice
- Diskusija o domenu .dd na Usenetu